# Héctor Barreiros
Héctor Jorge Barreiros (Rosario, Santa Fe, 24 de abril de 1929 - Ibídem, 20 de agosto de 2011) fue un actor, dramaturgo y periodista argentino.
Comenzó su carrera actoral con Luis Arata, y luego formó parte del movimiento de teatro independiente de Rosario de Santa Fe. Fundó en 1963 el grupo Aquelarre, el que dirigió hasta su muerte.
Además de director y actor, trabajó en el diario La Capital, de Rosario, como periodista especializado en teatro y espectáculos. También, como periodista teatral, condujo durante varios años el programa de radio Desde mi butaca, emitido por Radio Nacional Rosario, y participó como columnista en los canales 5 y 3 de Rosario.
Estuvo a cargo de la programación del Teatro de Empleados de Comercio, donde actuaron prestigiosas figuras del quehacer teatral argentino e internacional. Dentro de su extensa labor teatral exploró los clásicos (Molière, Shakespeare) y también la dramaturgia moderna, como Eugene Ionesco y autores locales (Raúl Gardelli y Ricardo Talesnik, entre otros).
Junto a Oscar Montenegro escribió la obra Lola Mora, que interpretara la actriz Eloísa Cañizares. Fue autor también, junto a la escritora rosarina Alma Maritano, de la obra Walt Whitman, una hoja de hierba, un unipersonal sobre la vida del poeta norteamericano.
Fue maestro de innumerables actores y actrices, y viajó por toda la Argentina. Fue invitado a Buffalo (Estados Unidos), Madrid y Santiago de Chile a actuar y ofrecer charlas y seminarios.